# Coscinida asiatica
Coscinida asiatica är en spindelart som beskrevs av Zhu och Zhang 1992. Coscinida asiatica ingår i släktet Coscinida och familjen klotspindlar. Inga underarter finns listade i Catalogue of Life.